# Azerbaijan Airlines Flight 8243
Azerbaijan Airlines Flight 8243 var en reguljär passagerarflygning mellan Baku i Azerbajdzjan och Groznyj i Tjetjenien i Ryssland som ägde rum under morgonen den 25 december 2024. Planet, av typen ERJ-190 kraschlandade senare utanför Aqtau internationella flygplats klockan 11:28 lokal tid.

## Bakgrund och olycka

### Flygplan
Flygplanet, en Embraer E-Jet, av typen ERJ190, byggdes 2013 av Embraer och levererades ny till Azerbaijan Airlines i juli 2013. Mellan 2017 och 2023 tog Buta Airways, ett annat azerbajdzjanskt flygbolag över flygplanet innan det återgick till Azerbaijan Airlines i oktober 2023.

### Besättning
Igor Kshnyakin, 62, var befälhavare vid tidpunkten för olyckan. Kshnyakin var en veteran med över 15 000 flygtimmar, varav 11 200 som kapten. Kshnyakin skulle ha gått i pension om två månader vid tidpunkten för olyckan. Vid sin sida hade han andrepilot Aleksandr Kaljaninov, 32, som var examinerad från flygskolan Baku European Lyceum. Båda två var medborgare i Azerbajdzjan. Besättningen hade tidigare under morgonen flugit från Bishkek i Kirgizistan till Baku och Flight 8243 var deras andra flygning för dagen.

### Olyckssekvens
I utredningens tidiga skede är inte mycket känt om besättningens radiokommunikation, men det har bekräftats att besättningen slog in identifieringskoden 7700 i flygplanets transponder, en signal som indikerar en nödsituation ombord.
Enligt rapporter till brittiska tabloider ska besättningen klockan 8:16 (lokal tid i Groznyj, GMT+3) efter en incident över Groznyj ha rapporterat till rysk flygledning om en fågelkollision och sedan begärt vägledning för landning åter i Baku, men minuten senare senare ändrat sig till och velat ha vägledning till Mineralnyje Vody. Klockan 8:19 rapporterade besättningen att man inte kunde bibehålla flyghöjden 150 (15 000 fot) med anledning av förlust av tryck i kabinen. Klockan 8:21 ändrade sig besättningen återigen angående alternativ flygplats, nu till Machatjkala. En minut senare rapporterade besättningen att planets hydraulsystem slagits ut. "I can't execute, control is lost" skall ha varit besättningens sista ord i kontakt med rysk flygledning innan det försvann från radarn utöver Kaspiska havet. Uppgifterna om transkriberingen av konversationen med flygledningen kommer troligen från Telegram men behöver verifieras. Enligt transkriberingen blev det svårare och svårare för flygledaren att uppfatta vad som sades av piloterna, och flygplanet ska ha lämnats över från kontrolltornet i Groznyj till Rostov flygkontroll klockan 08:27 lokal tid. Det är ännu inte känt vilken kommunikation, om någon, som planet senare haft med flygledare i Kazakstan.
Efter misslyckade landningsförsök i Groznyj och Machatjkala så lades rutten om till Aqtau i Kazakstan där planet utförde två misslyckade landningsförsök. Under det tredje landningsförsöket, cirka 11:28 lokal tid, kraschade flygplanet ungefär fem och en halv kilometer nordväst om landningsbana 11 på Aqtau internationella flygplats, nära byn Sain Shapagatov och fattade eld.

## Eftermäle

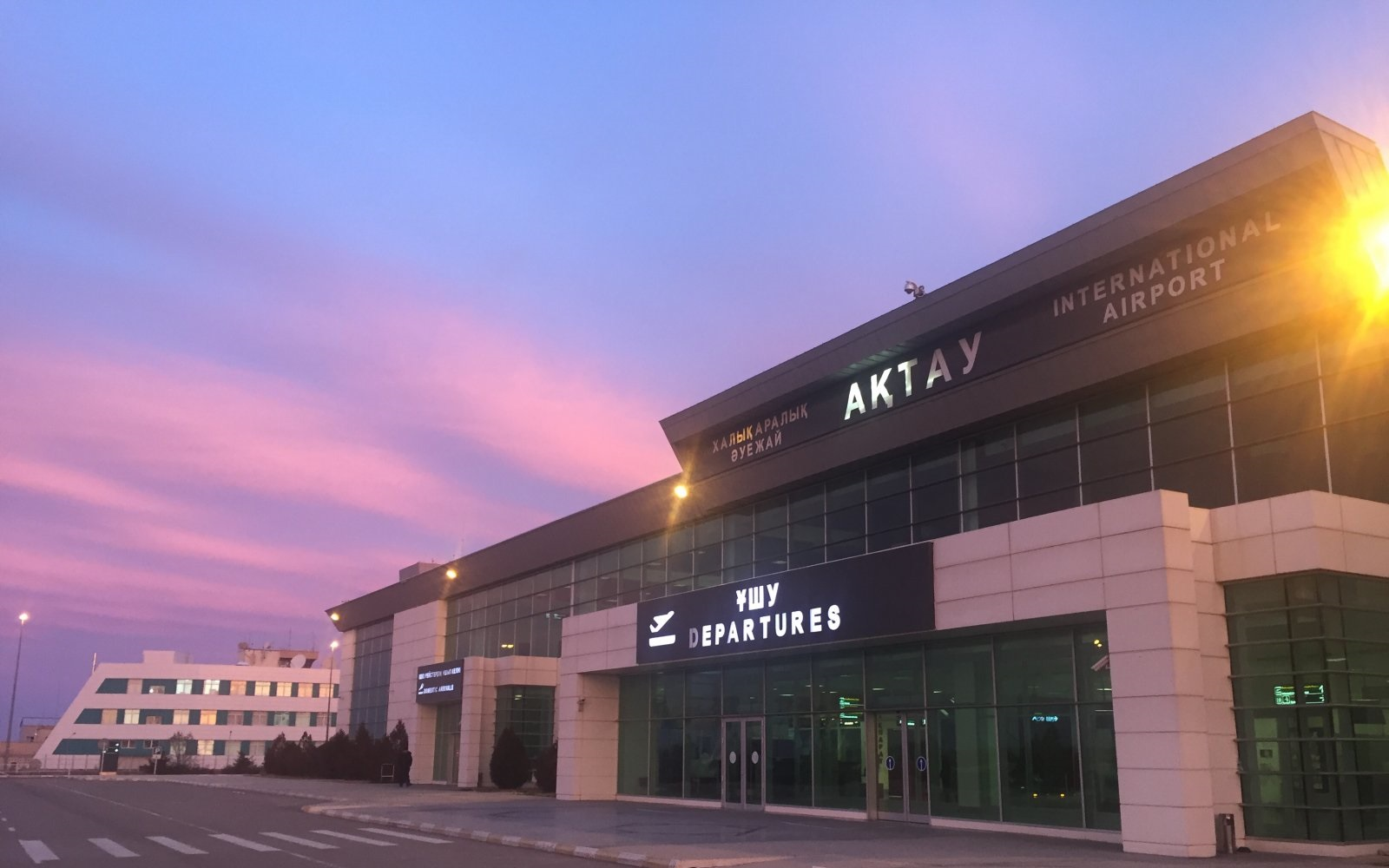
Aqtau flygplats huvudterminal.

Flygplatsens räddningstjänst var snabbt på plats och räddade 32 personer levande ur vraket, varav minst 3 senare omkom av sina skador. Filmklipp från olyckan, både från åskådare på marken och från passagerare inifrån planet läckte snabbt ut på sociala medier. Branden var släckt klockan 12:57 lokal tid.
Sammanlagt deltog 701 personer i räddningsarbetet. 40 minuter efter kraschen började de första skadade anlända till sjukhusen i Aqtau. Dessutom skickades ett ambulansflyg från Astana omedelbart till Aqtau för att bistå med extra resurser.
Av passagerarna var 37 medborgare i Azerbajdzjan (23 döda, 14 överlevande), tre medborgare i Kirgizistan (alla överlevde), 16 medborgare i Ryssland (sju avlidna, nio överlevande), samt sex medborgare i Kazakstan (alla avlidna). Båda piloterna omkom i olyckan. Initialt rapporterades att alla tre i kabinpersonalen överlevde, men senare påträffades flygvärdinnan Hokuma Aliyeva, 33, död. En fullständig passagerarlista har publicerats. De flesta av de överlevande satt i aktern av planet. Aktern separerade från resten av flygplanskroppen under kraschlandningen och fattade inte eld.
Omkring 300 frivilliga samlades för att donera blod till de överlevande efter olyckan.
Enligt Kazakstans hälsominister var status för de överlevande morgonen den 26 december följande. Elva patienter på intensivvårdsavdelningen, tretton på traumatologi, två på neurokirurgi, en på akutkirurgisk avdelning. Två patienter var fortsatt i livshotande tillstånd, elva var allvarligt skadade, fjorton var måttligt skadade och två passagerare klarade sig oskadda från olyckan och nekade vård.
26 december förklarades landssorg i Azerbajdzjan och klockan 12:00 lokal tid hölls en tyst minut över hela landet. Azerbaijan Airlines har ställt in flygningar från Baku till Groznyj och Machatjkala tills utredningen är klar.
Under kvällen den 26 december gick Azerbaijan Airlines ut med att man ersätter 20 000 manat (cirka 130 000 kronor) till var och en av de överlevande och det dubbla, 40 000 manat till familjerna till de avlidna.

## Utredning

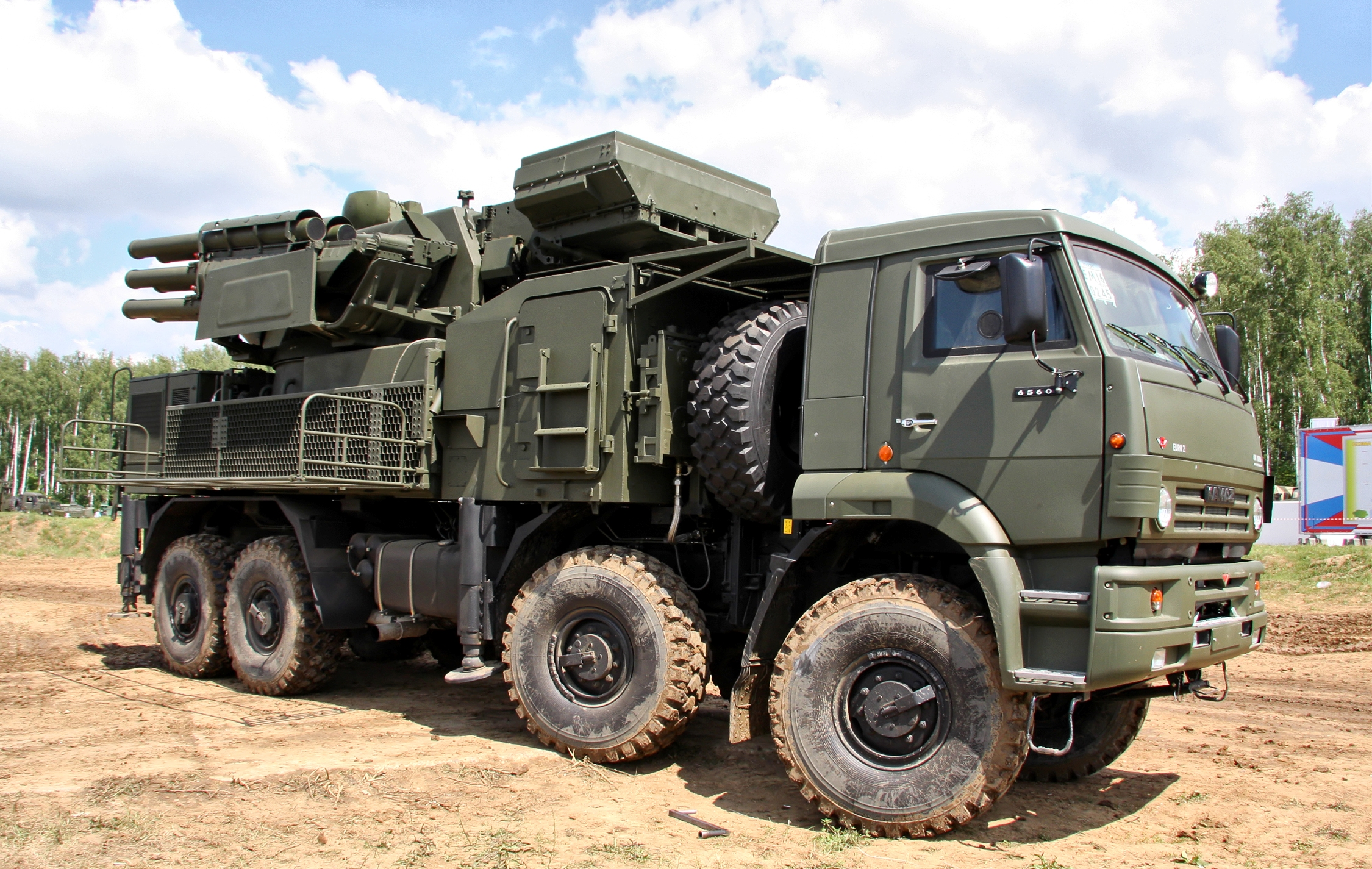
Pantsir-S1

Enligt tidiga rapporter kunde besättningen inte landa i Groznyj som planerat på grund av dimma och ändrade därför rutt mot Kazakstan och väl där ska ha planet ha råkat ut för en fågelkollision, varefter en syrgasflaska skall ha exploderat. Teorin har dock senare avfärdats som desinformation, inte minst på grund av läckta bilder från vraket som visar flera inåtbuktande hål och splitter i flygplanskroppen, bevis förenligt med en missil eller robot-attack. Det är dock oklart ifall skjutningen inträffade under landningsförsöket i Groznij eller i Machatjkala eller någonstans däremellan. Vädret var marginellt vid båda destinationerna, med temperatur och daggpunkt på samma grad, vilket i stort sett alltid orsakar dimma och dålig visibilitet.
I filmen, tagen av en passagerare inifrån planet, syns syrgasmaskerna hänga ned, förenligt med ett explosivt tryckfall. I samma filmklipp syns även passageraren visa upp en flytväst med ett hål i. Denna teori backas också upp av det faktum att planet enligt radardata korsade Kaspiska havet på mindre än 10 000 fots höjd, vilket är standardprocedur när ett passagerarflygplan inte kan trycksättas. En av de överlevande passagerarna, Subkankhul Rahimov har hävdat att planet försökte landa tre gånger i Groznyj, och att efter det tredje landningsförsöket så hörde han en explosion utanför planet. Han skall också ha träffats av splitter i benet.
Azamat Karymsakov, som leder utredningen av den kazakiska haverikommisionen har också uttalat sig med skepticism mot fågelteorin. Under eftermiddagen den 25 december klockan 13:38 lokal tid inledde Kazakstan en brottsutredning parallellt med haveriutredningen. Azerbajdzjan och Ryssland har också startat egna brottsutredningar. Den slutgiltiga utredningsrätten vilar dock hos Kazakstan enligt ICAO-regler, eftersom planet kraschade på kazakiskt territorium. Sedermera har Kazakstans president Qasym-Zjomart Toqajev satt ihop en speciell kommission som leds av statsministerns ställföreträdare Qanat Bozymbajev. Enligt de uttalanden som gjorts fram till och med den 26 december 2024 har man inte fastställt någon orsak till olyckan utan utreder alla tänkbara scenarion, tillsammans med representanter från Azerbajdzjan.
Azerbajdzjans president Ilham Aliyev återvände till Baku, för att senare ta sig till Aqtau för att själv se vraket och överse utredningen. Han befann sig i Ryssland, där han skulle ha deltagit i det traditionella informella toppmötet på nyårsafton för CIS-ledarna i Sankt Petersburg.
Yan Matvejev, en rysk militärexpert som lever i exil har spekulerat i att planet kan ha blivit beskjutet av en luftvärnsrobot av typen Pantsir-S1 och att ryska styrkor kan ha misstagit flygplanet för en fientlig drönare.
I media och av flygsäkerhetsexperter som Juan Browne har det spekulerats i att den direkta orsaken till kraschlandningen varit en total förlust av hydrauliska system och hydraulisk vätska, som gjort flygplanet omöjligt att styra med vanliga kontrollytor som roder och skevroder och istället skall piloterna ha varit tvungna att använda olika kraftinställningar på motorerna för att styra planet. Teorin stöds av det faktum att flygplanet inte tycks ha sina vingklaffar nere under landningsförsöket i Aqtau. Vingklaffarna på ERJ-190 styrs av hydraulsystem och går inte att fälla ut manuellt. En lucka i aktern på flygplanet som mekaniker använder för att utföra underhåll på hydraulsystemet skall också ha varit skadad och öppen enligt filmen. Filmen visar också oscilleringar förenliga med en phugoidrörelse vilket stämmer överens med tidigare flygolyckor som orsakats av hydraulsystemfel.
Paralleller har dragits till United Airlines Flight 232 som kraschlandade i Sioux City 1989 på grund av en total förlust av hydraulsystem efter att en motor exploderat och kapat de hydrauliska ledningarna.
Enligt Daily Mirror skall Kazakstan den 26 december ha förbjudit både Ryssland och Azerbajdzjan från att delta i utredningen.
Enligt rapporter den 26 december skall en av de svarta lådorna ha hittats på förmiddagen. Båda lådorna bekräftades återfunna på eftermiddagen samma dag.

### Azerbajdzjanska utredningens slutsats
Den 26 december 2024 klockan 17:12 lokal tid i Baku (Azerbajdzjansk normaltid) gick den Azerbadjzjanska utredningen ut med att man preliminärt fastställt orsaken till en attack vid inflygning till Groznyj av det ryska luftförsvarssystemet "Pantsir-S". Dessutom hävdar utredningen att efter användningen av elektroniska krigföringssystem från den ryska sidan (syftar till GPS-jamming), blev kommunikationssystemet för det azerbajdzjanska flygplanet helt utslaget. Det var i samband med denna omständighet som flygplanet försvann från radarn i ryskt luftrum och återupptogs endast i området kring Kaspiska havet. Enligt ryska källor försökte det ryska luftförsvaret skjuta ner ukrainska drönare under tiden som Flight 8243 flög in över Tjetjeniens territorium. Chefen för Tjetjeniens säkerhetsråd, Khamzat Kadyrov (Ramzan Kadyrovs brorson), hävdade att det skett en drönarattack mot Groznyj på morgonen den 25 december och noterade att det inte fanns några dödsoffer eller förstörelse. Den azerbajdzjanska utredningen är starkt kritisk att luftrummet över Tjetjenien inte stängdes och ingen flygförbudszon över Tjetjenien utlystes om regionen nu var under attack. Den azerbajdzjanska utredningen hävdar även att flygplanet nekades landningstillstånd i Mineralnyje Vody och i Machatjkala, samt spekulerar i att planet dirigerades till Aqtau med syfte att planet skulle krascha i Kaspiska havet, att alla vittnen skulle dö och att planet skulle sjunka. Utredningen noterar dock samtidigt att detta är ett antagande och inte bevisat. Den azerbajdzjanska utredningen förblir dock inofficiell, eftersom flygplanet havererade på kazakiskt territorium. Den kazakiska utredningen hade den 27 december 2024 ännu inte presenterat några slutsatser.